# Smithfield (Virgínia de l'Oest)
Smithfield és una població dels Estats Units a l'estat de Virgínia de l'Oest. Segons el cens del 2000 tenia 177 habitants.

## Demografia
Segons el cens del 2000, Smithfield tenia 177 habitants, 77 habitatges, i 49 famílies. La densitat de població era de 273,4 habitants per km².
Dels 77 habitatges en un 23,4% hi vivien nens de menys de 18 anys, en un 39% hi vivien parelles casades, en un 15,6% dones solteres, i en un 35,1% no eren unitats familiars. En el 29,9% dels habitatges hi vivien persones soles el 16,9% de les quals corresponia a persones de 65 anys o més que vivien soles. El nombre mitjà de persones vivint en cada habitatge era de 2,3 i el nombre mitjà de persones que vivien en cada família era de 2,82.
Per edats la població es repartia de la següent manera: un 19,8% tenia menys de 18 anys, un 11,9% entre 18 i 24, un 24,3% entre 25 i 44, un 19,8% de 45 a 60 i un 24,3% 65 anys o més.
L'edat mediana era de 42 anys. Per cada 100 dones de 18 o més anys hi havia 97,2 homes.
La renda mediana per habitatge era de 18.500 $ i la renda mediana per família de 22.188 $. Els homes tenien una renda mediana de 13.125 $ mentre que les dones 15.000 $. La renda per capita de la població era de 58.279 $. Entorn del 35,8% de les famílies i el 39,9% de la població estaven per davall del llindar de pobresa.

## Poblacions més properes
El següent diagrama mostra les poblacions més properes.